# London Spy
London Spy es una serie británica de cinco partes creada y escrita por Tom Rob Smith que se emitió en BBC Two desde el 9 de noviembre hasta el 7 de diciembre de 2015. Estrenada en Netflix España el 9 de mayo de 2016.

## Reparto

### Principal
- Ben Whishaw como Daniel Holt.
- Edward Holcroft como Alex / Alistair Turner.
- Jim Broadbent como Scottie.
- Samantha Spiro como Detective Taylor.
- Lorena Ashbourne como la Señora Turner / Niñera.
- David Hayman como el Señor Turner / Mayordomo.
- Clarke Peters como el americano.
- Charlotte Rampling como Frances Turner.
- Mark Gatiss como Rich.
- Harriet Walter como Claire.
- James Fox como James.
- Adrian Lester como el Profesor Marcus Shaw.
- Riccardo Scamarcio como Doppelganger.

### Recurrente
- Josef Altin como Pavel.
- Zrinka Cvitešić como Sara.
- Nicolas Chagrin como Charles Turner.
- Richard Cunningham como el abogado de Danny.

## Argumento
London Spy empieza como la historia de dos hombres jóvenes: Danny (Ben Whishaw), alguien sociable, sexual y romántico, que se enamora del antisocial, enigmático y brillante Alex (Edward Holcroft). Tan pronto como descubren lo perfectos que son el uno para el otro, Alex desaparece y Danny encuentra su cuerpo. Los dos han vivido vidas muy diferentes: Danny es de un mundo de fiestas y exceso juvenil; Alex, resulta que trabajaba para el Servicio de Inteligencia Secreto. Danny decide luchar para descubrir la verdad, absolutamente concentrado para luchar contra el mundo del espionaje.

## Producción
La serie fue encargada por Janice Hadlow y Polly Cerro, y producido por Guy Heeley para Working Title Television. Los productores ejecutivos son Juliette Howell, Tim Bevan, Eric Fellner, y Polly Cerro. La filmación empezó el 2014 en Londres, Kent y Dartford.

## Estreno
El primer episodio se estrenó en el Reino Unido en BBC Two a las 9 p. m. el lunes 9 de noviembre de 2015, y concluyó el 7 de diciembre de 2015. En los EE. UU. será mostrado en BBC América empezando el 21 de enero de 2016.

## Recepción crítica
La serie obtuvo críticas mixtas variando mayormente a lo positivo, alabando la dirección, escenarios, fotografía, el reparto y sus actuaciones, sobre todo del protagonista Ben Whishaw comparando su papel con el de otros proyectos en los que ha estado. También alabaron su guion, aunque a veces se dejaba llevar por la trama, poniendo a los protagonistas cada vez en un hoyo del que no les sería posible escapar.
Mark Lawson nombró la serie una de las mejores del 2015, describiéndola como "una serie brillante e irrepetible".